# Neoascia
Neoascia is een vliegengeslacht uit de familie van de zweefvliegen (Syrphidae).

## Soorten
- N. albipes (Bigot, 1883)
- N. annexa

Breedband-korsetzweefvlieg (Muller, 1776)
- N. balearensis Kassebeer, 2002
- N. conica Curran, 1925
- N. distincta Williston, 1887
- N. geniculata

Kortspriet-korsetzweefvlieg (Meigen, 1822)
- N. globosa (Walker, 1849)
- N. interrupta

Veelvlek-korsetzweefvlieg (Meigen, 1822)
- N. macrofemoralis Curran, 1925
- N. metallica (Williston, 1882)
- N. meticulosa

Donkere korsetzweefvlieg (Scopoli, 1763)
- N. minuta Curran, 1925
- N. obliqua

Scheefvlek-korsetzweefvlieg Coe, 1940
- N. podagrica

Gewone korsetzweefvlieg (Fabricius, 1775)
- N. sphaerophoria Curran, 1925
- N. subchalybea Curran, 1925
- N. tenur

Tengere korsetzweefvlieg (Harris, 1780)
- N. unifasciata

Limburgse korsetzweefvlieg Curran, 1925